# Lucio Tilio Cimbro
Lucio Tilio Cimbro  fue un político y militar romano del siglo I a. C. perteneciente a la gens Tilia y conocido por formar parte de la conspiración que acabó con la vida de Julio César.

## Carrera pública
Aunque había sido uno de los más ferviente seguidores de Julio César, hasta el punto de que Cicerón buscó su influencia para ayudar a un amigo, se unió a la conjura de los idus de marzo. Con el pretexto de presentar al dictador una petición para que su hermano regresara del exilio, agarró la túnica de aquel con ambas manos y tiró de él para que Publio Servilio Casca pudiera apuñalarlo. Habiendo recibido el gobierno de Bitinia y Ponto del propio Julio César, marchó a su provincia poco después del asesinato donde preparó una flota y recaudó dinero para la causa de Marco Bruto y Casio. Se enfrentó al año siguiente a Publio Cornelio Dolabela, que había sido nombrado gobernador de Siria, y trató de evitar el avance de Lucio Decidio Saxa y Cayo Norbano Flaco por Macedonia. Estuvo a las órdenes de Casio en la batalla de Filipos, en la que debió morir porque no se sabe nada más de él.

## En la literatura
Si bien la figura de Cimbro aparece mencionada en algunas de las obras de Shakespeare, se menciona dentro de uno de los Ensayos de Montaigne al ejemplificar su tesis sobre La Embriaguez, sin embargo, su traducción mantiene el nombre anglosajón Címber: 

Con igual confianza que a Casio, bebedor de agua encomendose a Címber el designio de matar a Julio César, aunque Címber se emborrachaba con frecuencia; a esta comisión repuso ingeniosamente el amigo de Baco: «Yo, que no puedo vencer al vino, menos podré acabar con el tirano.» Los alemanes, aun cuando estén ebrios a más no poder, van derechos a su cuartel, y recuerdan la consigna y su lugar en las filas:

       Nec facilis victoria de madidis, et		
blaesis, atque mero titubantibus.

(Montaigne, 1592, L. 2, Cap. 2)
En este breve comentario se menciona la personalidad, carácter y una cualidad de Cimbro. También es conocida la relación que mantiene con Casio y el asesinato de Julio César.